# Pakosław (powiat Rawicki)

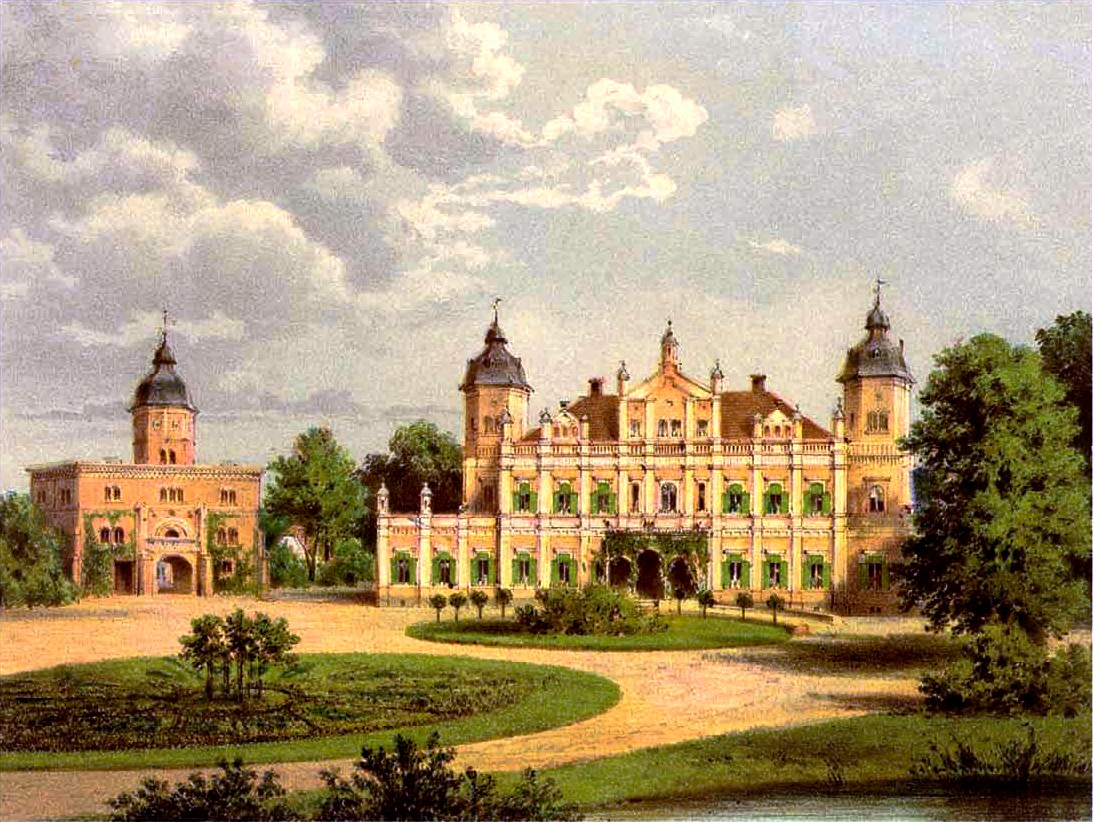
Slot Golejewko

Pakosław is een dorp in het Poolse woiwodschap Groot-Polen, in het district Rawicki. De plaats maakt deel uit van de gemeente Pakosław.